# Potentilla alluvialis
Potentilla alluvialis är en rosväxtart som beskrevs av V.V. Petrovsky, J. Soják. Potentilla alluvialis ingår i Fingerörtssläktet som ingår i familjen rosväxter. Inga underarter finns listade i Catalogue of Life.